# 韬睿

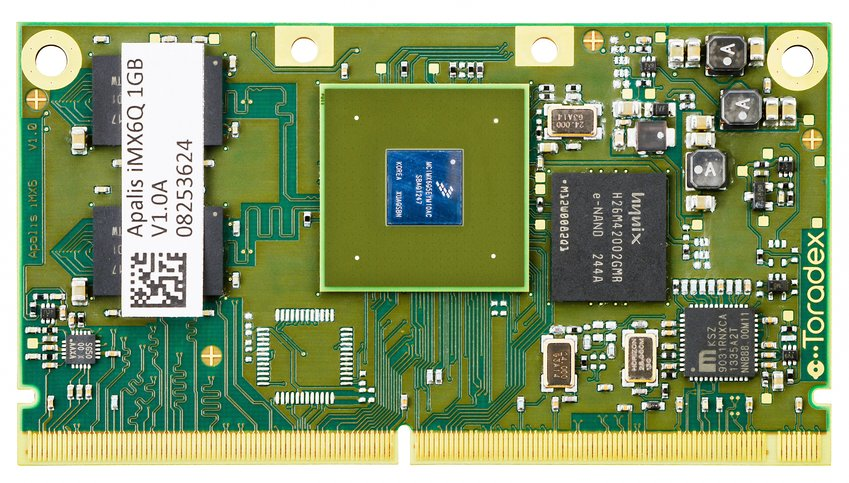
Apalis I.MX Freescale 模块计算机

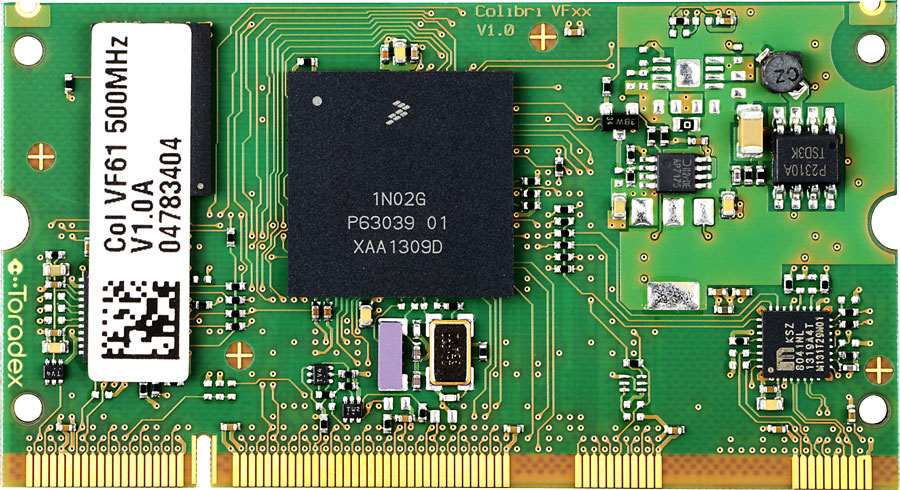
Colibri VF61 Freescale Vybrid 模块计算机

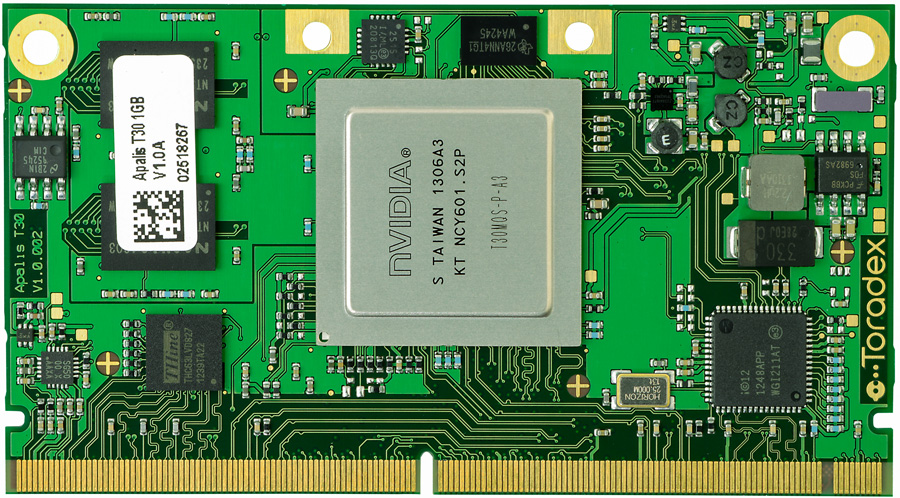
Apalis T30 NVIDIA Tegra 3 模块计算机

韬睿（Toradex）是一家从事设计和开发嵌入计算机模块（COM）或模块系统（SOM）以及配套底板和配件的瑞士公司。
首个韬睿特许经营  Toradex AG 的注册在2003年11月14号由股东大会在公证处发起。2003年11月19号， Toradex AG 正式注册，成立信息在瑞士公报上发布。公司在美国、巴西、瑞士、印度、日本、中国和越南设有办公室。
公司的产品用于广泛的嵌入式设备。
韬睿的业务网络包括 飞思卡尔、ARM、NVIDIA、Altium、MARVELL、Microsoft Windows Embedded、Qt 公司 等。公司的合作伙伴包括硬件和软件服务公司，例如 Ginsbury、Antmicro Ltd. 等
韬睿参加位于纽约罗彻斯特理工学院举办的 2015 ARM Developer Day 研讨会。 韬睿参加在德国纽伦堡举办的 Embedded World 2015.
2016 年 Toradex 发布了一款采用 NVIDIA Tegra K1 处理器并支持 CUDA 的 Apalis TK1 系统模块。同时也发布了基于 NXP i.MX 7Solo 和 i.MX 7Dual 处理器的 Colibri iMX7S 和 Colibri iMX7D 系统模块。

## 产品
- 计算机模块[15][16][17][18][19][20][21]
- 载板[22]
- 定制化单板电脑[23][24][25][26]